# Poa diaboli
Poa diaboli är en gräsart som beskrevs av Robert John Soreng och Keil. Poa diaboli ingår i släktet gröen, och familjen gräs. Inga underarter finns listade i Catalogue of Life.